# Wadim Kurczewski
Wadim Władimirowicz Kurczewski (ros. Вадим Владимирович Курчевский, ur. 14 kwietnia 1928 w Kołomnie, zm. 15 sierpnia 1997 w Moskwie) – radziecki reżyser oraz scenarzysta filmów animowanych. Zasłużony Działacz Sztuk RFSRR (1978). 

## Życiorys
Projektant dziecięcych spektakli w teatrach lalkowych oraz ilustrator książek dla dzieci. Nauczał w WGIK. Od 1957 roku dyrektor artystyczny filmów lalkowych studia Sojuzmultfilm, a od 1961 roku reżyser.
Jako dyrektor artystyczny współpracował z reżyserami Władimirem Diegtiariowem, Anatolijem Karanowiczem, Teodorem Bunimowiczem, Iosifem Bojarskim, Iwanem Iwanow-Wano i Romanem Dawydowem. Reżyser filmów lalkowych. Członek ASIFA. 

## Wybrana filmografia

### Reżyseria
- 1963: Хочу быть отважным
- 1966: Мой зелёный крокодил
- 1967: Легенда о Григе
- 1967: Франтишек

### Scenariusz
- 1983: Dziewczynka + smok (Девочка и дракон)
- 1983: Konfitury z malin (Малиновое варенье)
- 1984: Zapomniane urodziny (Забытый день рождения)